# Питер Граймс
«Питер Граймс» (англ. Peter Grimes) — опера английского композитора Бенджамина Бриттена, состоящая из пролога и трёх актов. Либретто Монтегю Слейтера по поэме Дж. Крабба «Городок» (1804-1810).
Премьера оперы прошла 7 июня 1945 года на сцене лондонского театра Сэдлерс-Уэллс. Это одна из немногих опер послевоенного времени, которые из года в год продолжают ставиться театрами англоязычных стран. Пожалуй, самым известным исполнителем роли Граймса был канадский тенор Джон Викерс. Из музыки к опере наиболее известны 4 симфонические интерлюдии («Рассвет», «Воскресное утро», «Лунный свет», «Буря»). 

## Сюжетная линия
Действие происходит в рыбачьем городке на восточном побережье Англии в первые годы XIX века.

### Пролог
Зал судебных заседаний полон взволнованных горожан. Рассматривается дело против жадного и грубого рыбака Питера Граймса. Он, дабы сэкономить на работнике, нанял себе в помощники не взрослого, а совсем мальчишку. Во время последнего выхода в море, из-за разбушевавшейся бури лодка Граймса три дня не могла пристать к берегу, и мальчишка умер от жажды. Судья Суэллоу находит, что рыбак неповинен в смерти ребёнка — всему виной несчастный случай. Жители недовольны вынесенным решением, лишь местная учительница, вдова Эллен Орфорд, искренне переживает за Граймса.

### Акт первый
Ясное утро, морской берег. Рыбаки готовятся к выходу на ловлю. Но лодка Граймса уже давно в море, и теперь возвращается с уловом. Рыбаки настроены в отношении Питера недружелюбно, никто не желает ему помочь причалить. Лишь капитан Балстроуд и местный аптекарь выручают Граймса. Между тем начинается сильный дождь. В прибрежном трактире же обсуждается тема: кто возьмётся доставить Граймсу нового мальчишку из приюта вместо умершего? Так как никто больше не хочет связываться с Граймсом, учительница Эллен берётся за это дело. Трактирщица Тётушка с двумя девицами-помощницами же обносят посетителей выпивкой. При появлении в кабачке Граймса со всех сторон в его сторону летят насмешки, раздаётся глумливая песня. Граймс рассвирепел, он готов любой ценой доказать этим людишкам своё превосходство над ними. Эллен приводит мальчика, и рыбак, не дав ребёнку опомниться, хватает его и уводит, чтобы тут же, в бурю, отправиться на рыбную ловлю.

### Акт второй
В воскресенье утром. Горожане собираются в церкви на торжественную службу. Эллен беседует с мальчиком-прислугой Граймса и узнаёт, что рыбак груб с ребёнком, постоянно обижает его и заставляет выполнять непосильную для него работу. Вдруг по городку разносится известие, что к их берегам подошёл огромный, невиданный никогда ранее рыбный косяк. Узнаёт об этом и Граймс. Вот он, его шанс! Он сегодня наловит столько рыбы, что станет богатым, купит дом и откроет лавку. Он женится на Эллен. Но — по нерушимому обычаю старины — в воскресенье нельзя работать! Нарушитель этого закона осуждается и презирается всеми. Тщетно Эллен пытается отговорить Граймса — он толкает её так, что женщина падает, и уводит с собой мальчишку-помощника. Собирается толпа, возмущённая поступком Граймса и его дурными планами. Здесь сходятся все: методист Боулз, предрекающий Конец Света, пастор Адамс, капитан Балстроуд. Толпой, под барабанный бой они направляются к жилищу Граймса. Люди готовы растерзать святотатца. Дом Питера представляет собой перевёрнутый старый корабль, лежащий на вершине утёса. У его кормы имеется тайный выход — спуск к берегу моря. Заслышав приближение своих врагов, Граймс торопит мальчишку и подталкивает его к корме. Он не знает, что в ночную бурю море подмыло утёс, и вместо пологого спуска теперь за кормой его «дома» зияет пропасть. Мальчик, нагружённый снастями, выходит первый, и тут же падает в обрыв, за ним следует сам рыбак. Когда в жилище Граймса врывается толпа, то находят его опустевшим. Лишь после того, как на берегу обнаруживают тело ребёнка, все понимают, что произошло.

### Акт третий
По городку быстро разносится слух, что Питер Граймс погубил и второго своего мальчишку. Люди вооружаются кто чем может и бросаются на поиски рыбака. Лишь Эллен и капитан Балстроуд ещё пытаются как-нибудь спасти его от смерти. Но Граймс невменяем. Никого не узнавая, он передразнивает преследующих его людей. Эллен хочет спрятать его у себя в доме. Капитан же, видя, что другого выхода не найти, убеждает полубезумного Граймса выйти на своём баркасе в море и затопить его — чтобы избежать ещё более страшной смерти на берегу. Граймс уходит в море, а Балстроуд уводит с собой плачущую Эллен. Утром прибрежная стража обнаруживает выброшенную морем на берег, перевёрнутую лодку Граймса.

## Действующие лица
- Питер Граймс, рыбак (тенор)
- Джон, его подручный (немая роль)
- Эллен Орфорд, вдова, сельская учительница (сопрано)
- Балстроуд, капитан в отставке (баритональный бас)
- Тётушка, хозяйка таверны «Кабан» (контральто)
- Две девушки в таверне (два сопрано)
- Боб Боулз, рыбак, методист (тенор)
- Суэллоу, судья (бас)
- Миссис Седли, богатая вдова (сопрано)
- Орас Адамс, пастор (тенор)
- Нед Кин, аптекарь и лавочник (баритон)
- Хобсон, возчик (бас)
- Д-р Джордж Крэбб (немая роль)